# Vysoká nad Labem
Vysoká nad Labem település Csehországban, a Hradec Králové-i járásban. Vysoká nad Labem Hradec Králové, Borek, Bukovina nad Labem, Býšť és Opatovice nad Labem településekkel határos. Lakosainak száma 1803 fő (2024. január 1.).

## Népesség
A település lakosságának változását az alábbi diagram mutatja:
| Lakosok száma | 785  | 860  | 758  | 619  | 645  | 1293 | 1575 | 1660 | 1794 | 1803 |
|               | 1869 | 1900 | 1921 | 1961 | 1980 | 2011 | 2016 | 2019 | 2021 | 2024 |